# Jordi Ribas Rivares
Jordi Ribas Rivares (El Prat de Llobregat, Barcelona, 4 de junio de 1975) es un entrenador español de baloncesto. Actualmente es entrenador asistente del Força Lleida Club Esportiu de la Liga ACB.

## Trayectoria
Jordi Ribas comenzó su trayectoria como técnico en las categorías inferiores del FC Barcelona. Tras tres años con el conjunto culé, pasó a formar parte del JAC Sants, La Salle Bonanova y el CB L’Hospitalet, para volver en 2008 al FC Barcelona, consiguiendo en 2010 el campeonato de España en la categoría cadete. 
En 2011, firma por el Club Bàsquet Prat para formar parte de sus categorías inferiores. En 2013, se convierte en entrenador ayudante del primer equipo potavabla en Liga LEB Plata, con el que lograrían esa misma temporada lograrían el ascenso a LEB Oro. 
En 2016, decide probar suerte fuera de España y firma como entrenador principal del SC Rist Wedel de la ProB, el tercer nivel del baloncesto germano, con el que logra disputar los playoffs de ascenso de ProA. 
En la temporada 2017-18 decide volver al Club Bàsquet Prat, donde fue técnico asistente del primer equipo durante dos temporadas, formando parte de los cuerpos técnicos de Arturo Álvarez y Daniel Miret, respectivamente.
El 25 de julio de 2019, firma como entrenador asistente de Alejandro Alcoba en el Club Melilla Baloncesto de la Liga LEB Oro, donde trabaja durante dos temporadas.
El 7 de julio de 2021, firma como entrenador asistente de Gerard Encuentra en el Força Lleida Club Esportiu de la Liga LEB Oro. Al término de la primera temporada, sería renovado por dos temporadas más.
El 9 de junio de 2024, lograría el ascenso a la Liga ACB, tras la victoria sobre el CB Estudiantes en la final a cuatro disputada en Madrid.

## Clubes
- 2013-16 Club Bàsquet Prat (Entrenador Ayudante) - LEB Plata/Liga Oro
- 2016-17 SC Rist Wedel (Entrenador) - ProB
- 2017-19 Club Bàsquet Prat (Entrenador Ayudante) - Liga LEB Oro
- 2019-21 Club Melilla Baloncesto (Entrenador Ayudante) - Liga LEB Oro
- 2022-Act. Força Lleida Club Esportiu (Entrenador Ayudante) - LEB Oro/Liga ACB

## Palmarés
- Ascenso con Club Bàsquet Prat a Liga LEB Oro (2013-14)
- Ascenso con Força Lleida Club Esportiu a liga ACB (2023-24)